# Подача насоса
Подача насоса — объём жидкости, нагнетаемой насосом за единицу времени. 
Идеальная подача объёмного насоса (без учёта утечек) связана с его рабочим объёмом следующим соотношением :
{\displaystyle Q_{\text{и}}=q_{0}*n*k}
где {\displaystyle Q_{\text{и}}} — идеальная подача насоса, {\displaystyle q_{0}} — рабочий объём насоса; n — количество циклов работы насоса за единицу времени (например, частота вращения вала); k — кратность работы насоса, то есть количество циклов нагнетания и всасывания за один цикл работы. 
Однако реальная подача объёмного насоса меньше идеальной подачи на величину утечек через зазоры и щели в насосе, причём утечки тем больше, чем больше разница давлений между всасывающей полостью и нагнетательной. 
{\displaystyle Q_{\text{р}}=Q_{\text{и}}-q_{\text{у}}=q_{0}*n*k*\eta _{0}}
где {\displaystyle \eta _{0}} — объёмный КПД насоса; {\displaystyle q_{\text{у}}} — утечки рабочей жидкости за единицу времени. 
Зависимость подачи от давления в напорной гидролинии называется характеристикой объёмного насоса (в отличие от характеристики гидродинамических насосов). У объёмных насосов  характеристика жёсткая, то есть подача очень мало зависит от давления в напорной гидролинии, а у гидродинамических насосов подача очень сильно зависит от давления в напорной гидролинии (чем больше давление, тем меньше подача).
Поскольку с увеличением срока службы в объёмном насосе постепенно растёт степень износа деталей гидрооборудования, то увеличиваются щели и зазоры и растут утечки через эти зазоры (при прочих равных условиях). Поэтому характеристика объёмного насоса с длительным сроком службы более мягкая, чем у новых насосов. Оценить величину зазоров и утечек через них можно, например, с помощью статопараметрического метода диагностирования гидропривода.
Подача насоса обычно указывается в литрах в минуту.